# Conopeo

Escudo de armas durante la sede vacante - mostrando el conopeo.

El conopeo (del latín: conopeum) o umbráculo (también del latín: umbraculum > umbra, 'sombra') es una pieza histórica de la indumentaria e insignias papales, usada en principio para proveer de sombra al romano pontífice. También  conocido como  pabellón, actualmente es un símbolo de la Iglesia católica y la autoridad papal sobre la misma. Se puede encontrar en todas las iglesias que ostentan la dignidad basilical, colocada de forma visible al lado del altar mayor. Cuando el papa visita la basílica, el conopeo es abierto.

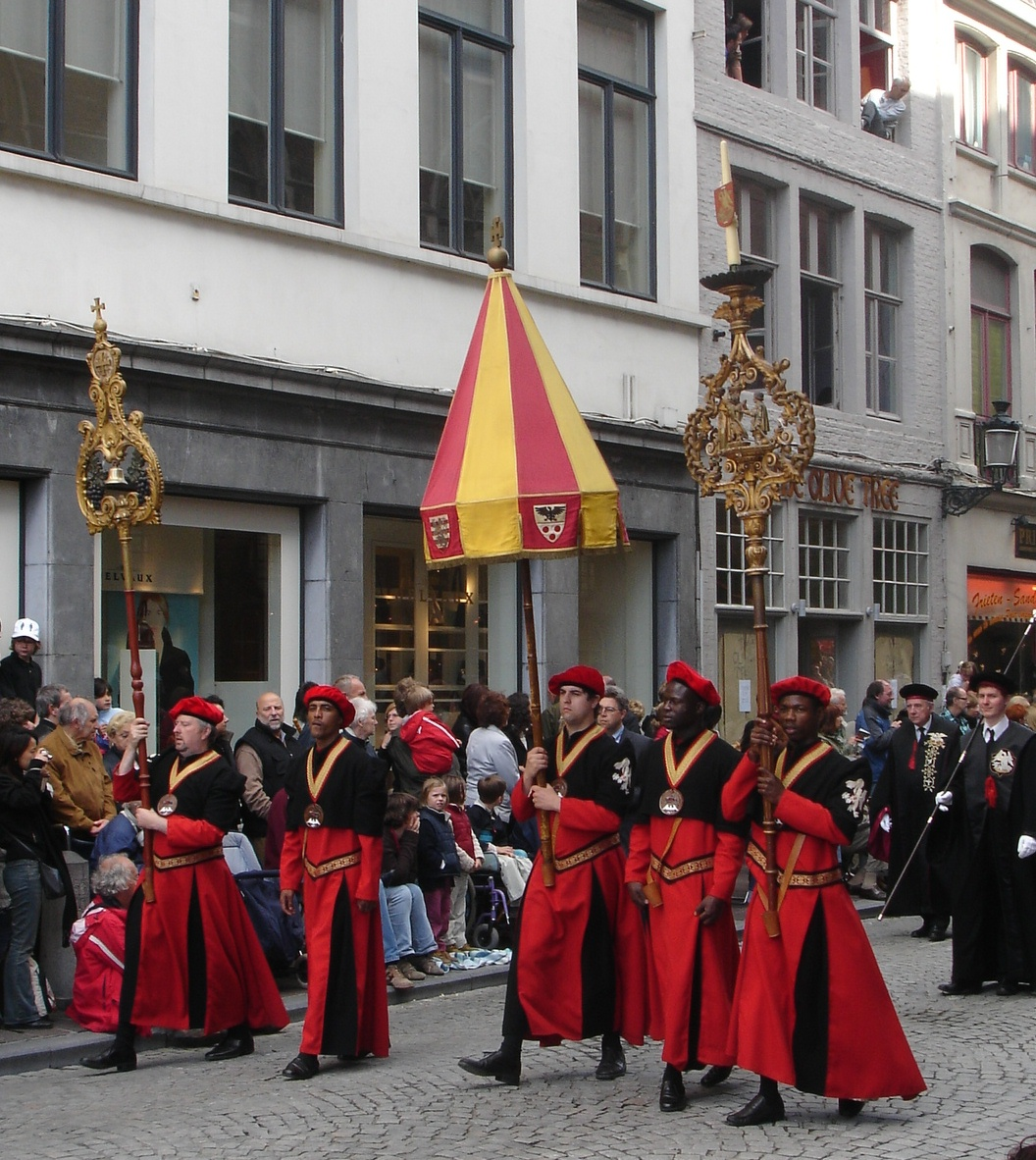
Procesión de la Preciosísima Sangre de Jesucristo en Brujas, en el centro el conopeo y a la izquierda de la imagen el tintinábulo.

Un ciclo de frescos de 1248 en el oratorio de San Silvestro de la iglesia romana de Santi Quattro Coronati muestra que el umbráculo ya se utilizaba como insignia papal en actos públicos con los tradicionales colores dorado y rojo.
Es una especie de sombrilla a modo de baldaquino semiabierto, con anchas rayas alternadas de color dorado y rojo, los colores tradicionales del pontífice (el blanco no comenzó a ser utilizado por los papas hasta el final de las Guerras Napoleónicas). Normalmente aparece al lado de una campanilla, el tintinábulo, cuyo sonido anunciaría la llegada del papa, viajando a caballo o carruaje.
El papa Alejandro VI fue el primero en utilizar el conopeo como símbolo del poder temporal del papado, como emulación de la realeza de aquel tiempo, que usaba el palio, así un hombre de cámara del papa tras el mismo portaría el conopeo.
El conopeo es parte del escudo de armas de la Santa Sede en el período de sede vacante, es decir entre dos pontificados. El conopeo fue utilizado por primera vez como emblema del interregno en las monedas acuñadas en 1521, entre los pontificados de León X y Adriano VI.
Litúrgicamente, tanto el conopeo como el tintinábulo han caído en desuso, y de hecho su presencia se reduce hoy casi exclusivamente al campo de la heráldica. Incluso la normativa vigente sobre las basílicas no se pronuncia en ningún momento sobre el derecho a utilizar el canopeo y el tintinábulo, ya que actualmente no existen litúrgicamente.
Hay otra acepción de conopeo — del latín conopēum, y este del griego κωνωπεῖον kōnōpeîon 'mosquitero', colgadura de cama — que es la que más se usa en la actualidad y que está definida «Velo en forma de pabellón para cubrir por fuera el sagrario en que se reserva la eucaristía», que está en la práctica totalidad de las iglesias católicas donde el sagrario no está empotrado en una pared sino que está totalmente exento a los muros.